# Just for you (Spargo)
Just for you is de vijfde single van Spargo, de band rond zanger Ellert Driessen en zangeres Lilian Day Jackson. Het verscheen in 1981 en is afkomstig van hun album Go. Just for You werd een hit in binnen- en buitenland; het haalde de vijfde plaats in de Nederlandse top 40.

## Hitnotering

### Nederlandse Top 40
| Positie: | 28 | 17 | 8 | 7 | 6 | 5 | 6 | 12 | 24 | uit |

### NederlandseMega top 50
| Positie: | 33 | 16 | 8 | 15 | 7 | 9 | 28 | 30 | 33 | uit |

### BelgischeBRT Top 30
| Positie: | 20 | 25 | 20 | 22 | 11 | 13 | 23 | uit |

### VlaamseUltratop 50
| Positie: | 29 | 26 | 23 | 18 | 10 | 15 | 27 | 32 | 35 | uit |

### NPO Radio 2 Top 2000
Just for You stond alleen in 2000 in de NPO Radio 2 Top 2000, op plek 1781.